# Свержов, Александр Александрович
Александр Александрович Свержов (род. 5 февраля 1972, Уфа) — советский и российский хоккеист, нападающий. Мастер спорта СССР.
Младший брат Сергея Свержова. Окончил СДЮШОР «Салават Юлаев» (1979-1987), тренер Анатолий Емелин. Всю карьеру провёл в уфимских «Салавате Юлаеве» (1987/88 — 1995/96) и аффилированных клубах «Авангард» (1987/88 — 1990/91) и «Новойл» (1994/95 — 1996/97). Завершил карьеру из-за проблем со здоровьем.
Окончил БГПУ имени М. Акмуллы (1996). Тренер.

## Достижения
- Чемпион мира среди молодёжных команд (1992).
- Серебряный призёр чемпионата Европы шайбой среди юниорских команд (1990).
- Бронзовый призёр чемпионата МХЛ (1995, 1996)[5].